# Soví sedlo

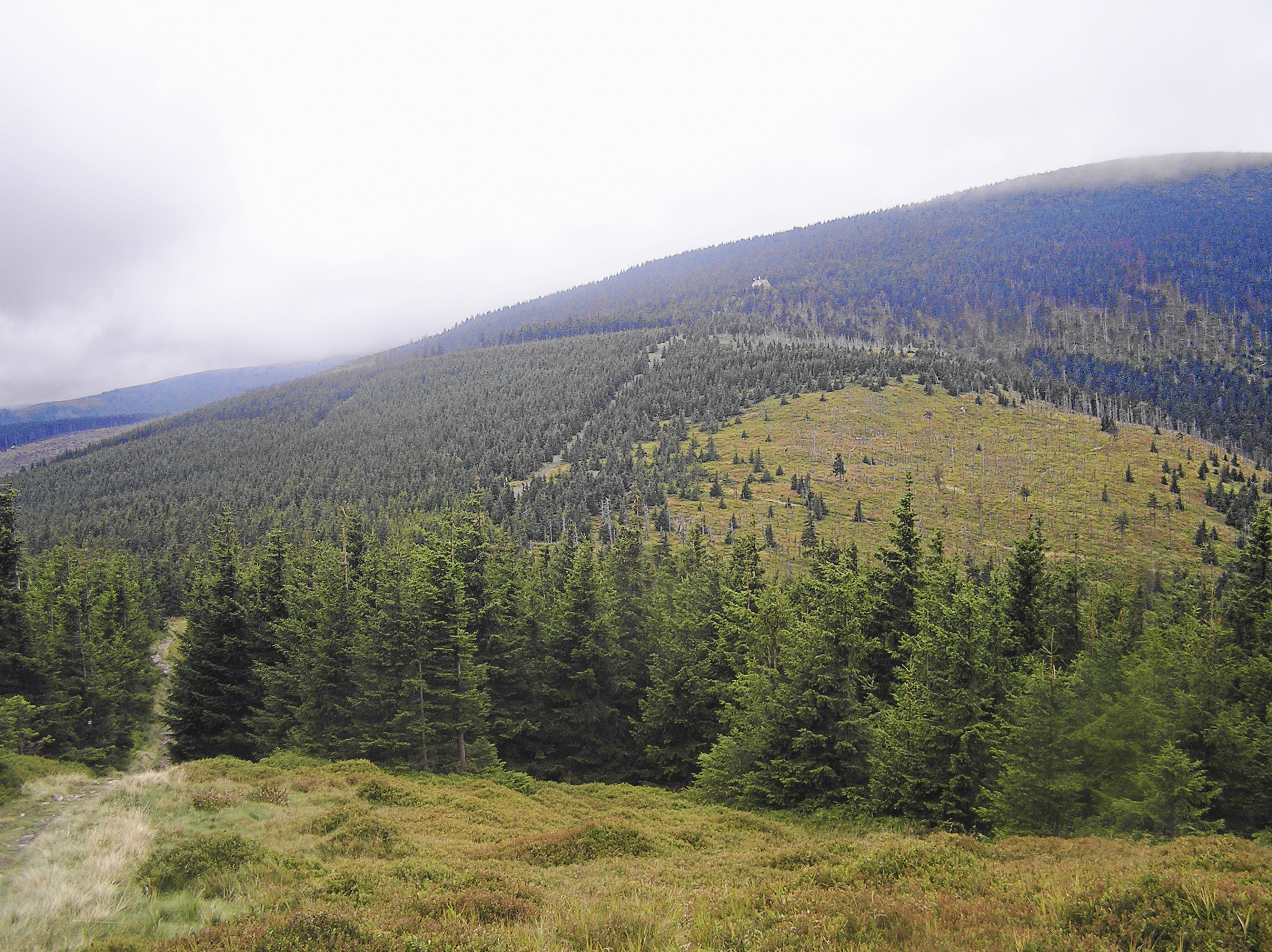
Pohled na Soví sedlo od východu

Soví sedlo (polsky Sowia Przełęcz) je horské sedlo ve východních Krkonoších.
Soví sedlo se nachází na státní hranici mezi Českou republikou a Polskem a současně na hranici Krkonošského národního parku českého a polského. Leží v nadmořské výšce 1165 metrů mezi Svorovou horou na západě a horou Tabule na severovýchodě. Skrz něj žádná významnější komunikace neprochází. Z polské strany sem vede černě značená turistická trasa z Karpacze, na ní navazující pěšina směřující do českého vnitrozemí není značená a tím díky ochraně okolní přírody ani přístupná. Prostorem Sovího sedla sice prochází dvojice turistických tras, ale ty vedou souběžně se státní hranicí a s osou hřebenu. Obě vedou ze Sněžky na Pomezní Boudy a jedná se o červeně značenou Cestu česko-polského přátelství a polskou modře značenou trasu. Cesty v sedle nejsou sjízdné pro běžné automobily.
Soví sedlo se nachází na hlavním evropském rozvodí Severního a Baltského moře. Jeho prostor je porostlý klečí. Asi 700 metrů na jihozápad na úbočí Svorové hory se nachází česká chata Jelenka. Je odsud hezký výhled na polskou i českou stranu.